# Radule
Radule – wieś w Polsce położona w województwie podlaskim, w powiecie białostockim, w gminie Tykocin.
W latach 1975–1998 miejscowość administracyjnie należała do województwa białostockiego.
W miejscowości znajduje się kościół, który jest siedzibą parafii MB Królowej Męczenników. W strukturze kościoła rzymskokatolickiego wierni należą do metropolii białostockiej, diecezji łomżyńskiej, dekanatu Kobylin.

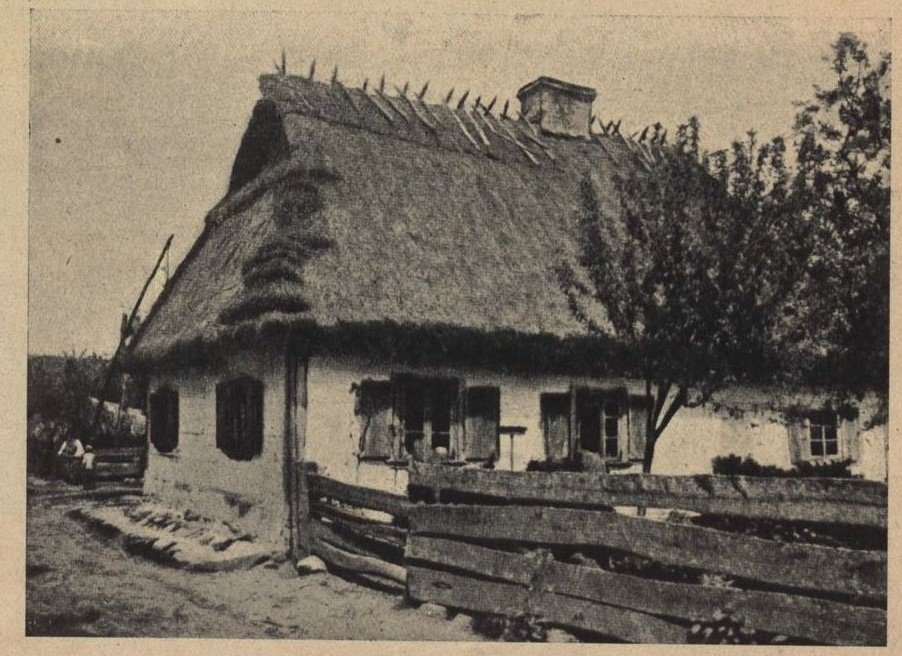
Chata szlachcica zagrodowego ok. 1915 r.